# Великобритания на «Евровидении-2014»
Великобритания принимает участие в конкурсе песни «Евровидение 2014» в Копенгагене, Дания. Представитель был выбран путём национального отбора, организованным британским национальным вещателем «BBC».

## На Евровидении
Как член «Большой пятёрки», Великобритания автоматически имела право на место в финале, который состоялся 10 мая 2014 года. В дополнении Великобритании был передан шанс голосовать во втором полуфинале, который прошёл 8 мая 2014 года.